# 3064-es busz
A 3064-es jelzésű autóbuszvonal Salgótarján és Lőrinci között húzódó helyközi vonal, amelyet a MÁV Személyszállítási Zrt. üzemeltet.

## Közlekedése
Iskolai előadási napokon közlekedik Salgótarján és a Lőrincihez tartozó Selyp vörösmajori területén található lévő HSZC Március 15. Szakközépiskola (Schossberger-kastély) között.

## Megállóhelyei
| 0  | Salgótarján, autóbusz-állomás végállomás    | 18 | 1A, 3, 4A, 7A, 7C, 9, 11Y, 13, 19, 36, 63, 63S 1305, 1349, 1351, 1384 3015, 3022, 3045, 3051, 3052, 3055, 3056, 3058, 3060, 3061, 3062, 3065, 3066, 3067, 3070, 3072, 3075, 3080, 3081, 3082 |
| 1  | Salgótarján, Eperjestelep                   | 17 | 1020, 1021, 1351, 1384 3051, 3070, 3080 |
| 2  | Salgótarján, baglyasaljai felüljáró         | 16 | 3C 1010, 1012, 1020, 1021, 1305, 1307, 1351, 1354, 1384, 3038, 3051, 3052, 3058, 3060, 3070, 3080, 3126                                                                                      |
| 3  | Bátonyterenye (Kisterenye), ózdi útelágazás | 15 | 3, 3A, 3C, 11A 1020, 1021, 1301, 1302, 1305, 1347, 1349, 1351, 1354, 1384, 1447, 1448 3046, 3051, 3052, 3055, 3056, 3058, 3060, 3061, 3062, 3065, 3066, 3067, 3108, 3153, 3154, 3156, 3166   |
| 4  | Bátonyterenye, ipari park                   | 14 | |
| 5  | Mátraverebély, szentkúti elágazás           | 13 | 1020, 1021, 1031, 1034, 1301, 1302, 1305 3060, 3061, 3062, 3065, 3066, 3067, 3166 |
| 6  | Sámsonházai elágazás                        | 12 | 1020, 1305 3060, 3061, 3062, 3065, 3067, 3070 |
| 7  | Tar, vasútállomás                           | 11 | 1021, 1301, 1302, 1305 3060, 3061, 3062, 3065, 3067, 3070 személyvonat |
| 8  | Tar, községháza                             | 10 | 1021, 1301, 1302, 1305 3060, 3061, 3062, 3065, 3067, 3070 |
| 9  | Tar, Szondi György út 14.                   | 9  | |
| 10 | Pásztó, tejüzem                             | 8  | 1305 3060, 3061, 3062, 3065, 3067, 3070, 3657 |
| 11 | Pásztó, gyógypedagógiai intézet             | 7  | 1305 3060, 3061, 3062, 3065, 3067, 3070, 3657 |
| 12 | Pásztó, Fő út 131.                          | 6  | 1305 3060, 3061, 3062, 3065, 3067, 3070, 3265, 3607, 3657 |
| 13 | Pásztó, Fő út 73.                           | 5  | 1021, 1301, 1302, 1305 3060, 3061, 3062, 3065, 3067, 3070, 3265, 3657 |
| 14 | Pásztó, Csillag tér                         | 4  | 1021, 1024, 1301, 1302, 1305, 1308 3060, 3061, 3062, 3065, 3067, 3072, 3235, 3240, 3241, 3261, 3262, 3263, 3266, 3315, 3607                                                                  |
| 15 | Szurdokpüspöki, Szabadság út 169.           | 3  | 1021, 1302, 1305, 1308 3060, 3061, 3062, 3065, 3261, 3262, 3263, 3607 |
| 16 | Szurdokpüspöki, Szabadság tér               | 2  | 1021, 1301, 1302, 1305, 1308 3060, 3061, 3062, 3065, 3261, 3262, 3263, 3607 |
| 17 | Jobbágyi, galgagutai elágazás               | 1  | 1021, 1020, 1024, 1031, 1302 3061, 3062, 3261, 3262, 3263, 3264, 3266, 3607 |
| 3  | Lőrinci, Vörösmajor végállomás              | 0  | 3226, 3601, 3607, 3608, 3678 |